# 星果草属
星果草属（学名：Asteropyrum）是毛茛科下的一个属，为多年生草本植物。该属共有星果草（A. peltatum）和裂叶星果草（A. cavaleriei）两种，分布于中国四川、湖北、贵州和广西一带。

## 下属物种
本属包括以下物种：
- 裂叶星果草 Asteropyrum cavaleriei (H. Lév. et Vaniot) Drumm et Hutch.[3]
- 星果草 Asteropyrum peltatum (Franch.) J.R.Drumm. & Hutch.